# 阮玉貞德
安莊公主阮玉貞德（越南语：／；1818年—1863年9月30日），越南阮朝明命帝第七女，生母才人陳氏讖。

## 生平
嘉隆十七年（1818年），阮玉貞德在順化皇城出生。紹治三年（1843年），公主26歲，下嫁工部侍郎陳文性之子陳文盛。嗣德七年（1854年），嗣德帝封貞德為安莊公主。嗣德十六年八月十八日（1863年9月30日），公主去世，享年四十六歲，諡莊順。葬於承天府香水縣居正總月瓢社。
安莊公主育有二女。